# درگیری‌های جنوب سوریه (ژوئیه ۲۰۲۵–اکنون)
در ۱۳ ژوئیه ۲۰۲۵، درگیری‌های مسلحانه میان گروه‌های دروزی و بادیه‌نشین در شهر سویدا و روستاهای پیرامون آن در جنوب سوریه آغاز شد. دولت انتقالی سوریه در ۱۴ تا ۱۶ ژوئیه، نیروهای تحریرالشام را که اکنون تحت نام نیروهای مسلح سوریه فعالیت می‌کنند را برای آنچه بازگرداندن نظم خوانده، به این منطقه اعزام کرد. در ۱۵ ژوئیه توافقی میان برخی رهبران دروزی و جولانی حاصل شد، در حالی که برخی رهبران دروزی همچون حکمت هجری بر مقاومت تأکید کرد.
در همین حال اسرائیل نیز با ادعای دفاع از دروزی‌ها، حملاتی هوایی را برضد نیروی‌های جولانی که به سویدا اعزام شده بودند انجام داد. اسرائیل اخیراً به منطقه حائل خود با جنوب غرب سوریه حمله کرده و خواستار خروج نیروهای جولانی و غیرنظامی سازی این منطقه بود. وزارت خارجه سوریه نیز ادعا کرد، که اقدامات اسرائیل به شعله‌ور کردن تنش‌های فرقه‌ای و تضعیف دولت جدید سوریه منجز شده است. در ۱۶ ژوئیه توافق آتش‌بس دیگری حاصل شد و نیروهای جولانی از سویدا خارج شدند.
پس از خروج نیروها، بعضی رسانه‌ها ادعا کردند که گروه‌های دروزی وابسته به حکمت هجری مرتکب کشتار قبایل بادیه‌نشین محلی شده، که این مسئله منجر به مهاجرت گسترده آنان به استان همجوار، یعنی درعا گردید. این درگیری‌ها بخشی از پیامدهای جنگ داخلی سوریه محسوب می‌شود.

## پیش‌زمینه
دروزی‌ها، که حدود سه درصد از جمعیت سوریه را تشکیل می‌دهند، در طول جنگ داخلی این کشور که از سال ۲۰۱۱ آغاز شد، عمدتاً بی‌طرف باقی ماندند. جوامع دروزی در لبنان و در اسرائیل، در جلیل و در بلندی‌های جولان اشغالی نیز وجود دارند. شهروندان دروزی اسرائیل به ارتش اسرائیل (IDF) فراخوانده می‌شوند. در حالی که بیشتر دروزی‌های اسرائیل خود را شهروند اسرائیلی می‌دانند، دروزی‌های ساکن جولان اشغالی همچنان خود را سوری می‌دانند و با خانواده‌های خود در آن سوی مرز ارتباط نزدیک دارند.
گروه‌های دروزی پیش از این در سال جاری درگیر درگیری‌هایی بودند، از جمله درگیری‌هایی در ماه فوریه با دولت سوریه در جرمانا، حومه دمشق، و درگیری‌هایی در جنوب سوریه با قبایل بادیه‌نشین که در آوریل آغاز شد و تا مه ادامه داشت.
این درگیری‌ها حدود هفت ماه پس از سقوط نظام اسد در دسامبر ۲۰۲۴ رخ داد. پس از این تغییر در رهبری، رئیس‌جمهور خودخوانده سوریه، احمد شرع (جولانی)، قول داد که از اقلیت‌ها در سراسر کشور حمایت کند.
گروه‌های دروزی در سوریه در رویکرد خود به مقامات جدید متفاوت هستند و این رویکرد از احتیاط تا رد کامل متغیر است.
بنیامین نتانیاهو، نخست‌وزیر اسرائیل، به دلیل تعهد تاریخی اسرائیل به شهروندان دروزی خود و ارتباطات تاریخی و خانوادگی آن‌ها با دروزی‌های سوریه، و همچنین برای اطمینان از غیرنظامی کردن منطقه نزدیک به مرز با سوریه، متعهد شد که از آسیب دیدن دروزی‌ها در سوریه جلوگیری کند.
منابع و محققان مختلف مواضع متفاوتی در مورد دلایل مداخله اسرائیل در سوریه اتخاذ کرده‌اند. یکی از دلایل، امنیت مرز شمالی اسرائیل بوده است، به دلیل نگرانی‌ها در مورد خلاء قدرت در جنوب سوریه که به عنوان یک تهدید بالقوه، به ویژه از جانب ایجاد شبه‌نظامیان جولانی در مرز شمالی آن، در نظر گرفته می‌شود. دلیل دیگر، به حمایت از ایجاد یک سیستم فدرال در سوریه نسبت داده شده است. دلیل دیگر نیز فشار از سوی جمعیت دروزی اسرائیل برای محافظت از دروزی‌های سوری در صورت حمله است.
اسرائیل و سوریه درگیر مذاکرات پنهانی بوده‌اند. اسرائیل در حال تلاش برای دستیابی به یک توافق‌نامه امنیتی به‌روز شده با سوریه بر اساس توافق‌نامه قطع درگیری سال ۱۹۷۴ بین دو کشور بود. سوریه اعلام کرده است که هدف از مذاکرات، اجرای مجدد توافق‌نامه ۱۹۷۴ است.